# La marca del Zorro (TV film de 1974)
The mask of zorro, conocida como El signo del Zorro en España y La Marca del Zorro en Latinoamérica es un TV film de acción, aventura y western de origen estadounidense estrenado el 29 de octubre de 1974, producción de ABC, 20th Century Fox y Thompson-Paul Productions.
En los protagónicos encontramos a Frank Langella, quien interpretó a Don Diego de la Vega y al Zorro, y a Ricardo Montalban, en el papel antagónico como el Capitán Esteban. Acompañan en el film Gilbert Roland (quien en los 40s interpretó al Cisco Kid), Louise Sorel (quien apareció en series como Stark Trek,  El Fugitivo), Yvonne de Carlo (conocida por encarnar a Lily Munster en la serie La Familia Monster), Anne Archer (quien actuó en la serie La Familia Ingals y en la película Atracción fatal) y Robert Middleton.
Este tv film es una remake de la película The Mark of Zorro del año 1940. La música de aquel film de los años 40, a cuyo compositor, Alfred Newman,  le valio la nominación al Oscar fue reutilizada para esta cinta, con música incidental de Dominic Frontiere.

## Trama
Don Diego de la Vega (Frank Languella) regresa de inmediato a California, desde España, luego de renunciar como cadete, respondiendo al llamado de su padre, Don Alejandro (Gilbert Roland).  
A su regreso al pueblo de Los Ángeles encuentra que su padre ha sido desplazado como alcalde por Don Luis Quinteros (Robert Middleton) quien con la ayuda del Capitán Esteban (Ricardo Montalbán) han impuesto un régimen opresor a la población con altos impuestos, mano dura, donde las infracciones menores son castigadas con palizas y encarcelamiento. 
Diego asume ante el nuevo alcalde y el oficial militar la imagen de un petrimete, una persona amanerada más preocupada de su imagen y de las formas que de los asuntos que preocupan visiblemente a su padre. De esta manera el alcalde y el militar asumen que el joven De La Vega no será una amenaza, a la vez que su padre se siente decepcionado ante su aparente apatía con los acontecimientos que sufre su pueblo. 
Pero sin embargo, en las sombras, asume la identidad del legendario héroe enmascarado, El Zorro. Mientras que como Don Diego se dedica a galantear a Teresa (Anne Archer ), la sobrina del alcalde, y a coquetear conDoña Inez (Louise Sorel), la esposa del alcalde. Como el enmascarado, empuñando la espada que robara de la casa de su padre, pone en marca una cruzada violenta que logra levantar al pueblo. 
Desesperados por la reacción del pueblo, el alcalde y el capitán, detienen a Frey Felipe a quien acusan de ser el Zorro. Mientras Don Diego logra rescatarlo, su padre junto a peones y caballeros marcha al palacio del Alcalde. Zorro obligara al alcalde a firmar su renuncia y tendrá un duelo a muerte con el Capitán Esteban. 

## Elenco[8]
| Actor             | Personaje                       |
| ----------------- | ------------------------------- |
| Frank Langella    | Don Diego de la Vega / El Zorro |
| Ricardo Montalbán | Capitán Esteban Montenegro      |
| Gilbert Roland    | Don Alejandro de la Vega        |
| Yvonne De Carlo   | Isabella Vega                   |
| Louise Sorel      | Inez Quintero                   |
| Robert Middleton  | Don Luis Quintero               |
| Anne Archer       | Teresa                          |
| Jay Hammer        | Antonio                         |
| Robert Carricart  | Trabajador portuario            |
| Alfonso Tafoya    | Don Miguel                      |

## Producción
Las locaciones del rodaje fueron en Tucson, Arizona, incluyendo escenas que fueron rodadas en la Misión de San Xavier del Bac. El guion fue escrito por Brian Taggert, basado a su vez en la versión de John Taintor Foote responsable de la versión del film de 1940.